# Héctor González Curiel
Héctor González Curiel (Tepic, Nayarit; 1 de octubre de 1968) es un ingeniero y político mexicano, miembro del Partido Revolucionario Institucional.

## Familia
El priista Héctor González Curiel nació el 1° de octubre del año 1968, es el menor de dos hijos, siendo su único hermano el doctor Benjamín. Está casado con Elizabeth Ruvalcaba con quien procreó tres hijos: Héctor, Orlando y Elizabeth.

## Cargos públicos
Su actividad como servidor público González Curiel comenzó en el año 1989 como supervisor de obra en el Departamento de Control y Supervisión en la Secretaría de Planeación y Desarrollo, fungiendo como encargado del Programa de Agua Potable y Alcantarillado del estado. Tres años después, ingresó al Sistema de Agua Potable y Alcantarillado de Tepic (SIAPA) donde desempeñó diversas actividades durante 13 años consecutivos. Fue nombrado titular de la Comisión Estatal del Agua en el sexenio de Ney Gonzalez Sanchez, cargo del que se separó para contender por la alcaldía capitalina.

## Presidente municipal de Tepic
Fue declarado presidente municipal electo de Tepic en las Elecciones estatales de Nayarit de 2011, luego que el Consejo Municipal Electoral realizara el conteo de votos que arrojó 67,413 votos para el Partido Acción Nacional y 68,157  para la Coalición Nayarit nos Une.
Con esta información concluye el cómputo y se procede a la entrega de la constancia de mayoría para la gestión gubernamental 2011-2014.